# OCHA NORMA
OCHA NORMA(오차 노마)는 헬로! 프로젝트에 소속된 일본의 8인조 여성 아이돌 그룹이다.

## 개요
하로프로 연수생부터 선발된 멤버와「헬로! 프로젝트 신멤버 오디션 2021」의 합격자에 의해 결성되었다.
2021년 12월 12일, 그룹명을 발표했다. 유래는「모두가 모이는 안심되는 장소(오차노마(お茶の間))와 라틴어로 '기준(規準 / 基準)'이라는 의미를 가진(NORMA / 노르마)를 합한 조어로『안방을 즐겁게 하는 신세대의 표준이 되는 존재가 되길 바란다』」고 돼있다.

## 약력
2021년
- 3월 7일, Zepp Tokyo에서 행해진「Hello! Project 연수생 발표회 2021 3월 ~Yell~」에서 하로프로 연수생 유닛의 요네무라 키라라, 이시구리 카나미, 쿠보타 나나미, 사이토 마도카의 4명, 또한 하로프로 연수생부터 추가 멤버에 가입해, 신그룹을 만드는 것을 발표[2][3].
- 7월 5일, 테레비도쿄에서 방송 중인 하로프로 연수생의 칸무리 방송「하로드리。」에서 하로프로 연수생부터 나카야마 나츠메, 하루모토 루리, 니시자키 미쿠, 키타하라 모모가 신그룹에 가입하는 것을 발표[4].
- 7월 20일, 안주루무, 하로프로 연수생, 하로프로 연수생 홋카이도와 합동으로 신멤버 오디션「헬로! 프로젝트 신멤버 오디션 2021」를 개최하는 것을 발표하였다[5].
- 12월 12일, Zepp Tokyo에서 행해진「Hello! Project 연수생 발표회 2021 12월 ~RING~」에서「헬로! 프로젝트 신멤버 오디션 2021」의 합격자인 타시로 스미레, 츠츠이 로코의 2명이 가입하였고, 동시에 그룹명을「OCHA NORMA(오차 노마)」에 결정되었다[6].

2022년
- 1월 8일, 1st 디지털 싱글「ラーメン大好き小泉さんの唄」을 착신 개시[7].
- 3월 13일, Zepp Diver City에서 개최된「Hello! Project 연수생 발표회 2022 3월 BREATH ~숨결~」에서 2022년 7월 13일에 OCHA NORMA가 메이저 데뷔를 하는 것을 발표[8][9].
- 7월 13일, 메이저 데뷔 싱글「恋のクラウチングスタート／お祭りデビューだぜ!」를 발매[10].
- 11월, 제64회 일본 레코드 대상 신인상을 수상[11].

2023년
- 3월 10일, 제37회 일본 골드 디스크 대상에서 지난 한 해 매출액이 가장 많은 신인 아티스트에게 수여되는 뉴 아티스트 오브 더 이어의 일본 음악 부문 및 대상 기간 동안 데뷔한 일본 음악 아티스트로 작품 · 악곡 매출액 합계 상위 5팀을 선출하는 베스트 5 뉴 아티스트를 모두 수상[12].
- 6월 26일, 헬로! 프로젝트의 전 그룹, 신그룹, 하로프로 연수생과 합동으로 신멤버 오디션「헬로! 프로젝트 25주년 기념 신멤버 오디션」을 개최하는 것을 발표하였다[13].

2024년
- 7월 13일, 헬로! 프로젝트의 전 그룹, 하로프로 연수생, 하로프로 연수생 홋카이도와 합동으로 신멤버 오디션「헬로! 프로젝트 신멤버 오디션 2024」를 개최하는 것을 발표하였다[14].

2025년
- 3월 11일, 타시로 스미레에 대해서 적응 장애의 증상은 거의 완화하고 있지만, OCHA NORMA로서의 활동을 지금까지와 같이 실시할 수 있을지는 불안도 많다고 하여 OCHA NORMA 및 헬로! 프로젝트를 졸업하고, 업프런트 프로모션을 퇴소하는 것을 발표[15].
- 3월 21일, 이시구리 카나미에 대해서 작년 12월부터 강박 장애에 활동을 제한하고 있지만, 컨디션은 차도를 보이고 있습니다만, 날에 따라 좋지 않은 파도도 있어 OCHA NORMA 및 헬로! 프로젝트를 졸업하고, 업프런트 프로모션을 퇴소하는 것을 발표[16].
- 8월 16일, 헬로! 프로젝트의 전 그룹, 하로프로 연수생, 하로프로 연수생 홋카이도와 합동으로 신멤버 오디션「헬로! 프로젝트 신멤버 오디션 2025」를 개최하는 것을 발표하였다[17].

## 멤버
| 이름            | 소개 |
| --------------- | --- |
| 사이토 마도카   | - 이름 : 斉藤円香 (Saito Madoka) - 생년월일 : 2002년 10월 28일(22세) - 색상 : 라이트 블루 - 출생지 : 일본 사이타마현 - 포지션 : 리더, 보컬, 최연장자 - 활동 기간 : 2021년 12월 ~ |
| 히로모토 루리   | - 이름 : 広本瑠璃 (Hiromoto Ruli) - 생년월일 : 2003년 6월 18일(22세) - 색상 : 노랑 - 출생지 : 일본 히로시마현 - 포지션 : 서브리더, 보컬 - 활동 기간 : 2021년 12월 ~              |
| 요네무라 키라라 | - 이름 : 米村姫良々 (Yonemura Kirara) - 생년월일 : 2004년 4월 30일(21세) - 색상 : 이탈리안 레드 - 출생지 : 일본 아이치현 - 포지션 : 보컬 - 활동 기간 : 2021년 12월 ~             |
| 쿠보타 나나미   | - 이름 : 窪田七海 (Kubota Nanami) - 생년월일 : 2004년 7월 23일(21세) - 색상 : 분홍 - 출생지 : 일본 지바현 - 포지션 : 보컬 - 활동 기간 : 2021년 12월 ~                            |
| 나카야마 나츠메 | - 이름 : 中山夏月姫 (Nakayama Natsume) - 생년월일 : 2005년 7월 20일(20세) - 색상 : 하양 - 출생지 : 일본 이시카와현 - 포지션 : 보컬 - 활동 기간 : 2021년 12월 ~                   |
| 니시자키 미쿠   | - 이름 : 西﨑美空 (Nishizaki Miku) - 생년월일 : 2006년 4월 17일(19세) - 색상 : 보라 - 출생지 : 일본 오카야마현 - 포지션 : 보컬 - 활동 기간 : 2021년 12월 ~                       |
| 키타하라 모모   | - 이름 : 北原もも (Kitahara Momo) - 생년월일 : 2006년 8월 30일(18세) - 색상 : 라이트 그린 - 출생지 : 일본 도쿄도 - 포지션 : 보컬 - 활동 기간 : 2021년 12월 ~                     |
| 츠츠이 로코     | - 이름 : 筒井澪心 (Tsutsui Roko) - 생년월일 : 2007년 8월 10일(18세) - 색상 : 로얄 블루 - 출생지 : 일본 사가현 - 포지션 : 보컬, 최연소 - 활동 기간 : 2021년 12월 ~                |

### 전 멤버
| 이름            | 소개 |
| --------------- | --- |
| 타시로 스미레   | - 이름 : 田代すみれ (Tashiro Sumire) - 생년월일 : 2005년 6월 16일(20세) - 색상 : 라이트 퍼플 - 출생지 : 일본 가나가와현 - 포지션 : 보컬 - 활동 기간 : 2021년 12월 ~ 2025년 3월 - 비고: 2024년 9월부터 활동 휴지 중이였으나, 졸업과 동시에 하로프로 이탈. |
| 이시구리 카나미 | - 이름 : 石栗奏美 (Ishiguri Kanami) - 생년월일 : 2004년 4월 20일(21세) - 색상 : 오렌지 - 출생지 : 일본 홋카이도 - 포지션 : 보컬 - 활동 기간 : 2021년 12월 ~ 2025년 3월 - 비고: 2025년 3월말까지 활동 휴지 중이였으나, 졸업과 동시에 하로프로 이탈.       |

## 음악

### 싱글
1. 恋のクラウチングスタート／お祭りデビューだぜ! (2022년 7월 13일)
  - 양 A면 / 커플링 : デート前夜狂想曲 (통상반 A만) / ラーメン大好き小泉さんの唄 (Single Ver.) (통상반 B만)
2. 運命 CHACHACHACHA～N／ウチらの地元は地球じゃん! (2022년 11월 30일)
  - 양 A면 / 커플링 : Go Your Way (통상반 A만) / 素肌は熱帯夜 (통상반 B만)
3. ちょっと情緒不安定？…夏／オチャノマ マホロバ イコイノバ～昭和も令和もワッチャワチャ～／シェケナーレ／ヨリドリME DREAM (2023년 7월 26일)
  - 콰트로 사이드 (A면) 싱글. 커플링 곡은 없음.
4. ちはやぶる／友達天体図 (2024년 9월 11일)
  - 양 A면 / 커플링 : Super Duper Sugar Power (통상반 A만) / ウットーシー! (통상반 B만)
    - 타시로 스미레 · 이시구리 카나미 마지막 참가 싱글
5. 女の愛想は武器じゃない／学校では教えてくれないこと (2025년 8월 27일)
  - 양 A면 / 커플링 : 미정 (통상반 A만) / 미정 (통상반 B만)

### 착신 싱글
- ラーメン大好き小泉さんの唄 (2022년 1월 8일)

콜라보레이션
- 헬로 키티「Hello! 生まれた意味がきっとある／ザ☆ピ〜ス!」(2022년 6월 12일) - 응원으로 참가.

### 앨범
1. CHAnnel #1 (2024년 1월 10일)

### 미음원화악곡
- わかってるっつーの!

### DVD/Blu-ray
1. OCHA NORMA ファーストライブツアー2022～スタートダッシュ！～ (2023년 5월 10일 DVD / Blu-ray)
2. 演劇女子部「ミラーガール」(2025년 3월 26일)

## 출연

### 텔레비전
- 하로드리 (2021년 12월 13일 ~ , 테레비도쿄)
- OCHA NORMA의 오차노마의 말대로 (2022년 3월 31일 ~ , BSJapanext)
- 뮤직 브레이크 ~【확산 희망】OCHA NORMA~ (2022년 4월 5일 ~ , 테레비도쿄)

### 라디오
- BEYOOOOONDS의 DOYOOOOOB! (2021년 12월 18일 ~ , NACK5)
- OCHA NORMA 이시구리 카나미의 Hello! 리얼☆스쿨 (2022년 1월 2일 ~ , HBC 라디오 사회 : 이시구리 카나미)
- 하로프로 연수생의 지금 라디오 학습중!! (2022년 1월 9일 ~ , 라디오닛폰)
- OCHA NORMA의 추천 노마 갱신중! (2022년 3월 31일 ~ , CBC 라디오)
- OCHA NORMA의 LDK!! (2022년 8월 2일 ~ , FM OH!)※『J3 Tuesday〜Midnight IQ (idol quest)〜』내 코너
- 더 기스 오제키 타카후미와 OCHA NORMA 히로모토 루리의 나이차 라디오 (2022년 10월 8일 ~ , RCC 라디오 사회 : 히로모토 루리) - 오제키 타카후미 (더 기스)와 공동 담당.
- 미야자키 유카와 OCHA NORMA 나카야마 나츠메의 Pinky Friday GOLD (2023년 9월 1일 ~ , FM 이시카와) - 미야자키 유카와 공동 담당.

### 라이브 · 콘서트
- OCHA NORMA 퍼스트 라이브 투어 2022 ~스타트 대시!~ (2022년 11월 26일 ~ 12월 19일, 4개 도시 8회 공연)[22]
- 에어트리 presents 매일이 크리스마스 2022 (2022년 12월 21일, 요코하마 아카렌가 창고 1호관 3F 홀)
- OCHA NORMA CONCERT TOUR 2023 SPRING ~글로잉 업!~ (2023년 5월 3일 ~ 6일, 3개 도시 6회 공연)
- Hello! Project 2023 Summer CITY CIRCUIT OCHA NORMA CONCERT TOUR 2023 SUMMER ~좀 더 글로잉 업!~ (2023년 8월 5일 ~ 26일, 2개 도시 4회 공연)
- OCHA NORMA LIVE TOUR 2023 ~우리 고장은 일본이잖아!~ (2023년 10월 7일 ~ 11월 26일, 9개 도시 18회 공연)
- 오카야마현 비젠시×OCHA NORMA 지역 활성화 콘서트 나루치카 OCHA NORMA in 비젠 (2023년 11월 19일, 비젠시 시민센터)
- 에어트리 presents 매일이 크리스마스 2023 (2023년 12월 20일, 요코하마 아카렌가 창고 1호관 3F 홀)
- OCHA NORMA LIVE TOUR 2024 ~우리 고장은 일본이잖아!~ (2024년 4월 7일 ~ 6월 23일, 19개 도시 41회 공연)[23]
- 에어트리 presents 매일이 여름 축제 2024 (2024년 7월 11일, 요코하마 아카렌가 창고 1호관 3F 홀)
- OCHA NORMA LIVE TOUR 2024 season2 ~우리 고장은 일본이잖아!~ (2024년 9월 7일 ~ 12월 8일, 23개 도시 47회 공연)
- OCHA NORMA LIVE TOUR 2025 ~우리 고장은 일본이잖아!~ (2025년 3월 23일 ~ 6월 7일, 9개 도시 22회 공연)
- 이시카와현 가가시×OCHA NORMA 지역 활성화 콘서트 나루치카 OCHA NORMA 2025 OCHA NORMA in 가가 (2025년 4월 20일, 가가시 문화회관)
- OCHA NORMA 2025 LIVE at BUDOKAN ~#OCHAnnel~ (2025년 10월 15일, 일본 무도관)

### 합동 라이브 · 콘서트
- 모닝구무스메。'21 콘서트 Teenage Solution ~사토 마사키 졸업 스페셜~ (2021년 12월 13일, 일본 무도관) - 오프닝 액트로서 출연.
- 오가타 리사「bon voyage!」in COTTON CLUB (2022년 1월 11일 ~ 4월 11일, COTTON CLUB, 5회 공연)[24] - 요네무라, 쿠보타가 서포트 댄서로서 출연.
- Hello! Project 연수생 발표회 2022 3월 BREATH ~숨결~ (2022년 3월 12일 · 13일, Zepp Namba · DiverCity)
- BEYOOOOOND1St CONCERT TOUR 올 때면 와라! BE HAPPY! at BUDOOOOOKAN!!!!!!!!!!!! (2022년 4월 25일, 일본 무도관) - 오프닝 액트로서 출연.
- Hello! Project 연수생 발표회 2022 ~봄의 공개 실력 진단 테스트~ (2022년 5월 3일, 나카노 선플라자) - 게스트로서 출연.
- 츠바키팩토리 CONCERT TOUR ~PARADE 일본 무도관 스페셜~ (2022년 5월 16일, 일본 무도관) - 오프닝 액트로서 출연.
- Juice=Juice CONCERT TOUR ~terzo~ FINAL 이나바 마나카 졸업 스페셜 (2022년 5월 30일, 일본 무도관) - 오프닝 액트로서 출연.
- Hello! Project 연수생 발표회 2022 6월 COLOR ~색채~ (2022년 6월 12일 · 19일, Zepp DiverCity · Namba)
- 안주루무 CONCERT TOUR -The ANGERME- PERFECTION (2022년 6월 15일, 일본 무도관) - 오프닝 액트로서 출연.
- 모닝구무스메。'22 CONCERT TOUR ~Never Been Better!~ 모리토 치사키 졸업 스페셜 (2022년 6월 20일, 일본 무도관) - 오프닝 액트로서 출연.
- Hello! Project 연수생 발표회 2022 9월 TIME ~시공~ (2022년 9월 4일 · 10일, Zepp DiverCity · Namba)
- Hello! Project 연수생 발표회 2022 12월 Snowflake ~결정~ (2022년 12월 4일 · 11일, Zepp Tokyo · DiverCity)
- 모닝구무스메。'22 25th ANNIVERSARY CONCERT TOUR ~SINGIN' TO THE BEAT~ 카가 카에데 졸업 스페셜 (2022년 12월 10일, 일본 무도관) - 오프닝 액트로서 출연.
- 업업걸즈(2)와 OCHA NORMA (2022년 12월 22일, Spotify O-West)[25]
- Juice=Juice CONCERT TOUR ~final: nouvelle vague~ (2023년 2월 28일, 일본 무도관)[26] - 오프닝 액트로서 출연.
- Hello! Project 연수생 발표회 2023 3월「방춘」(2023년 3월 11일 · 12일, Zepp DiverCity · Namba)
- Hello! Project 연수생 발표회 2023 ~봄의 공개 실력 진단 테스트~ (2023년 4월 30일, J:COM홀 하치오지) - 게스트로서 출연.
- BEYOOOOONDS CONCERT TOUR「NEO BEYO at BUDOOOOOKAN!!!!!!!!!!!!」(2023년 5월 15일, 일본 무도관) - 오프닝 액트로서 출연.
- Juice=Juice 10th ANNIVERSARY CONCERT TOUR ~10th Juice at BUDOKAN~ (2023년 5월 29일, 일본 무도관) - 오프닝 액트로서 출연.
- 니지노 콘키스타도르 Presents 무지개빛 와글와글 광장 (2023년 6월 1일, Spotify O-EAST)
- Hello! Project 연수생 발표회 2023 6월「양모」(2023년 6월 3일 · 18일, Zepp DiverCity · Namba)
- 안녕 나카노 선플라자 음악제 (2023년 6월 10일, 나카노 선플라자) - 하로프로 연수생과의 합동 라이브
- NACK5 개국 35주년 BEYOOONDS와 OCHA NORMA의 NICHIYOOOOOB! ~Let's GO! 비욘과 오챠기둥 세울거야! in 오미야~ (2023년 6월 11일, 오미야 소닉 시티 대홀)
- ANGERME CONCERT 2023 BIG LOVE 타케우치 아카리 FINAL LIVE「안주루무에서 사랑을 담아」(2023년 6월 21일, 요코하마 아레나) - 오프닝 액트로서 출연.
- 모닝구무스메。'23 25th ANNIVERSARY CONCERT TOUR ～glad quarter-century～ at 일본 무도관 (2023년 6월 26일, 일본 무도관) - 오프닝 액트로서 출연.
- Hello! Project 연수생 발표회 2023 9월「조엽」(9월 17일 · 18일, Zepp DiverCity · Namba)
- 라이브 나탈리 "OCHA NORMA×FRUITS ZIPPER" · 라이브 나탈리 "OCHA NORMA×덴파구미.inc" (2023년 9월 24일, 신주쿠 BLAZE) - FRUITS ZIPPER, 덴파구미.inc와의 투맨 라이브
- 츠바키팩토리 콘서트 투어 2023 가을 가석야 ~야마기시 리코 · 키시모토 유메노 졸업 스페셜~ 아카츠키 (2023년 11월 6일, 일본 무도관) - 오프닝 액트로서 출연.
- 모닝구무스메。'23 콘서트 투어 가을「Neverending Shine Show」SPECIAL (2023년 11월 28일, 요코하마 아레나) - 오프닝 액트로서 출연.
- Hello! Project 연수생 발표회 2023 12월「설화」(2023년 12월 3일 · 10일, Zepp Namba · DiverCity)

### 해외 공연
- OCHA NORMA IN HONG KONG 2025 (2025년 7월 26일, @portal.212)

### 무대
- STAGE VANGUARD「악양전생」(2022년 8월 5일 · 9일 / 2023년 5월 25일, COTTON CLUB) - 키타하라(8월 5일 · 9일만), 나카야마(5월 25일만)가 게스트로서 출연.
- 연극여자부「미러걸」(2024년 11월 8일 ~ 17일, 전노제 홀 스페이스 제로)

## 서적

### 솔로 사진집
- 나카야마 나츠메 1st 솔로 사진집「夏月姫17歳」(2022년 9월 7일, 오딧세이 출판) ISBN 978-4-908643-79-8
- 이시구리 카나미 1st 솔로 사진집「sonare」(2023년 4월 20일, 오딧세이 출판) ISBN 978-4-908643-88-0
- 사이토 마도카 1st 솔로 사진집「円香」(2024년 10월 28일, 오딧세이 출판) ISBN 978-4-911265-04-8
- 나카야마 나츠메 2nd 솔로 사진집「夏月姫17歳」(2025년 7월 20일, 오딧세이 출판) ISBN 978-4-911265-10-9